# Chojniki (województwo mazowieckie)
Chojniki – wieś sołecka w Polsce położona w województwie mazowieckim, w powiecie ostrołęckim, w gminie Olszewo-Borki.
| SIMC    | Nazwa          | Rodzaj    |
| ------- | -------------- | --------- |
| 0515773 | Chojniki-Grądy | część wsi |

Wieś szlachecka położona była w drugiej połowie XVI wieku w powiecie różańskim ziemi różańskiej. W latach 1975–1998 miejscowość administracyjnie należała do województwa ostrołęckiego.
Wierni Kościoła rzymskokatolickiego należą do parafii Narodzenia Najświętszej Maryi Panny w Nowej Wsi.